# واحد هواگرد ناوی

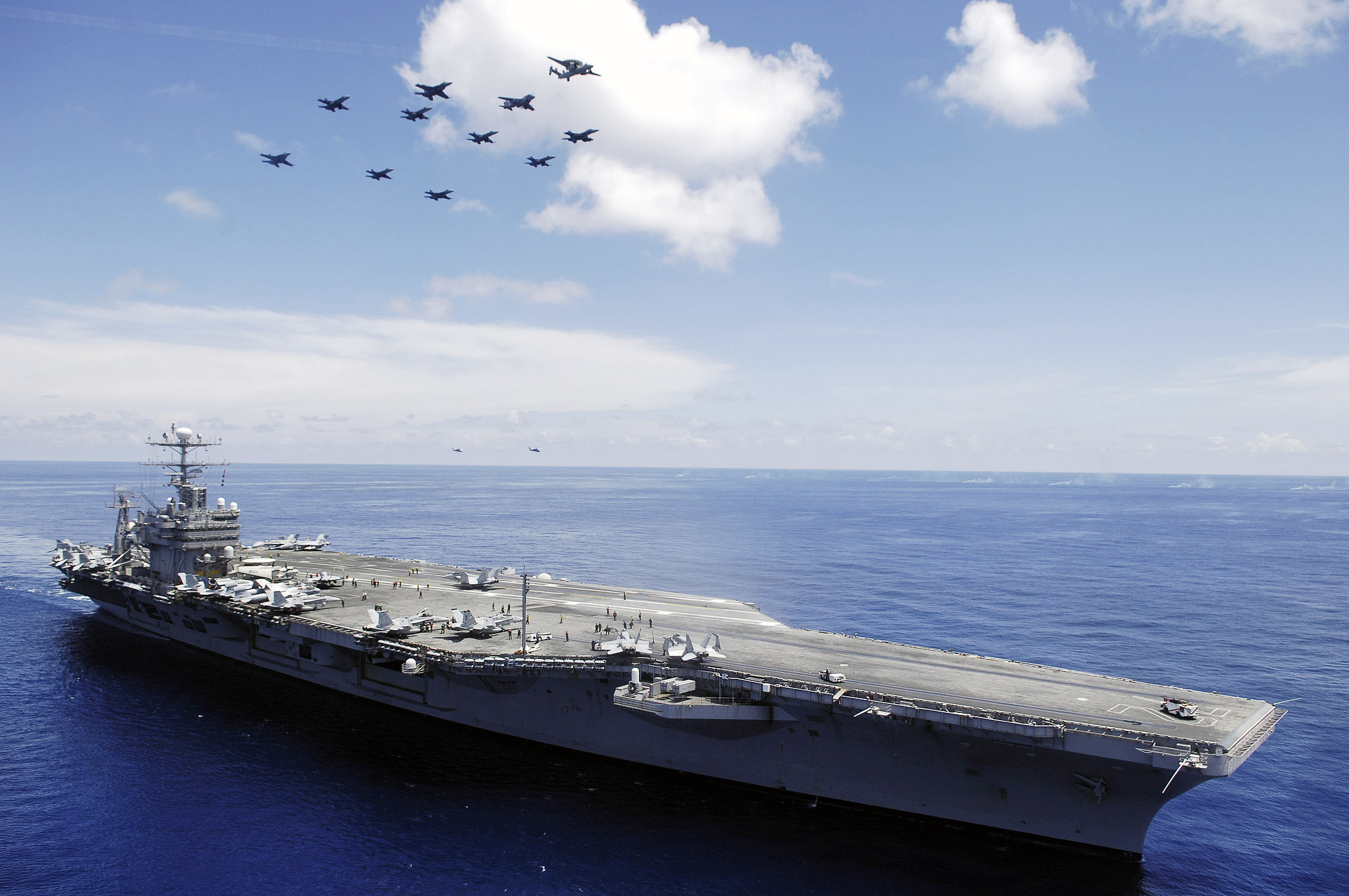
پرواز هواپیماهای متعلق به «واحد ۲ هواگرد ناوی» بر یواس‌اس آبراهام لینکلن.

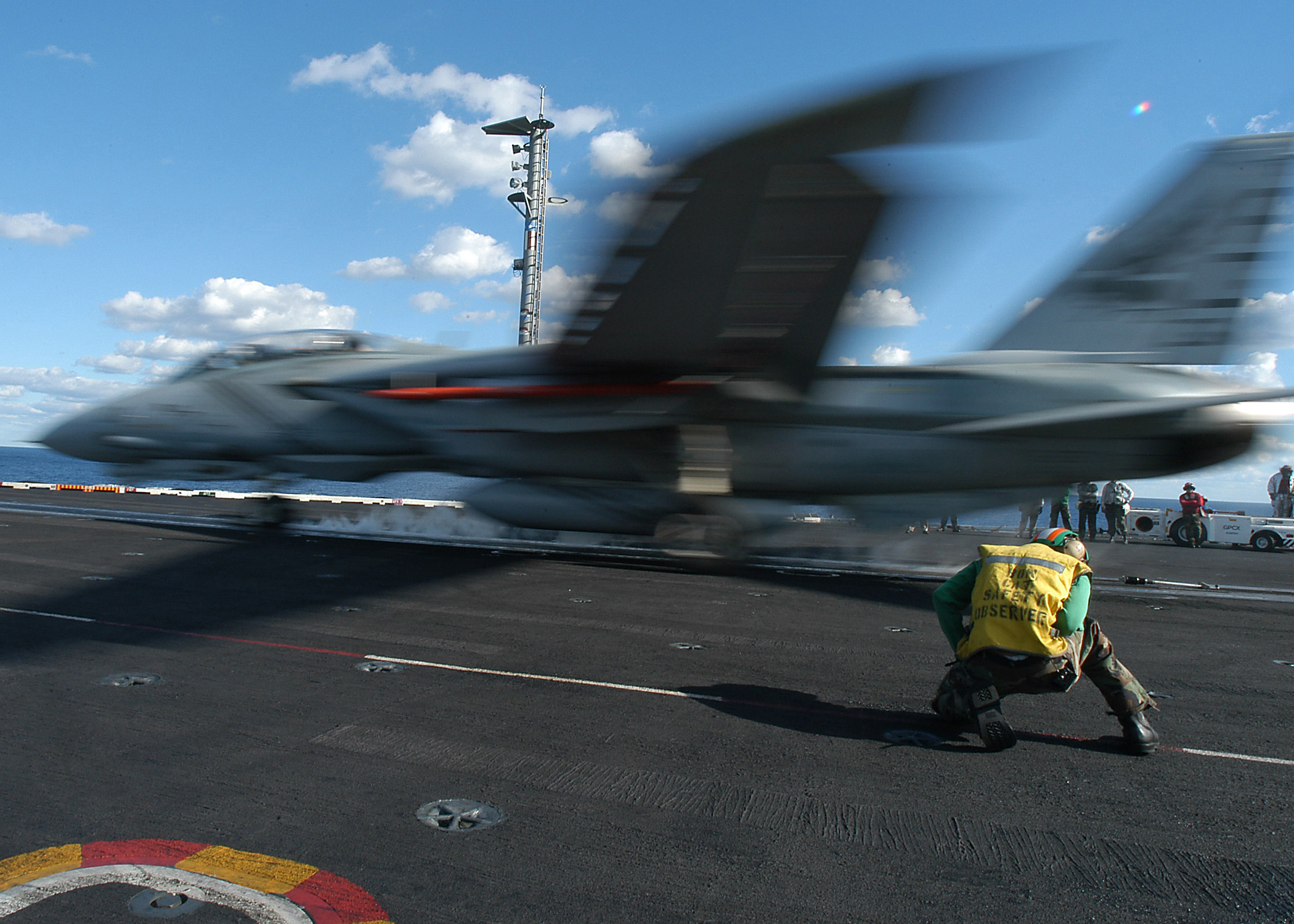
هریسون بروکس، ناظر ایمنی رده سوم عرشه پرواز، بر عرشهٔ یواس‌اس جورج واشینگتن و هنگام برخاستن یک فروند گرومن اف-۱۴ تام‌کت متعلق به واحد ۷ هواگرد ناوی، سعی می‌کند محکم در جای خود بماند، این هواپیما با استفاده از یکی از چهار پرتابگر بخار در عرشه پرواز کشتی برمی‌خیزد. (۲۱ نوامبر ۲۰۰۳).

واحد هواگرد ناوی (انگلیسی: Carrier air wing) یا به اختصار CVW، یک سازماندهی منظم از هواگردهای عملیاتی دریایی است که از چند گردان هوایی و گروهان عملیاتی تشکیل شده‌است و دارای هواگرد ثابت‌بال و هواگرد بالگردان است. اسکادران‌های مختلف در این واحد نظامی که برای انجام عملیات هوایی مدرن نیروی دریایی ایالات متحده آمریکا بر روی ناوهای هواپیمابر سازماندهی، تجهیز و آموزش دیده‌اند، مأموریت‌های متفاوت اما مکمل (و گاهی همپوشان) دارند و قسمت عمدهٔ قدرت ضربتی و قابلیت‌های جنگ الکترونیکی یک ناوگروه هواپیمابر نبرد را فراهم می‌کنند. در حالی که اصطلاحِ «ناوگروه هواپیمابر نبرد» (CVBG) هنوز توسط سایر کشورها استفاده می‌شود، اصطلاح ناوگروه ضربت (CSG) امروزه در اصطلاحات رایج آمریکایی جایگزین عبارت پیشین شده‌است.
تا سال ۱۹۶۳ «واحدهای هواگرد ناو» را «گروه‌های هواگرد ناو» (CVGs) می‌نامیدند. واحدهای هواگرد ناو آن‌هایی هستند که نیروی هوایی ایالات متحده آمریکا آن را واحدهای «مخلوط» می‌نامند و نباید با واحدهای «تک‌گونهٔ» نیروی دریایی ایالات متحده (مانند واحد جنگده‌های ضربتی آتلانتیک) اشتباه گرفت که عمدتاً فرماندهی اداری و آموزشی هوایی متشکل از اسکادران‌هایی از یک نوعِ خاص از هواگردهای ناوی هستند که در عملیات شرکت ندارند. سازمانِ معادلِ «واحد هواگرد ناو» در سپاه تفنگداران دریایی ایالات متحده آمریکا در سطح فرماندهی به یک CVW، یگان هواگرد تفنگداران دریایی (MAG) است. با این حال، یگان هواگردهای تفنگداران دریایی، در خشکی مستقر هستند (با قابلیت‌های عملیات دریایی) و ممکن است حاوی هر ترکیبی از اسکادران هواپیما و واحدهای پشتیبانی هوانوردی باشند. واحد هواگرد ناوی به‌دقت با ناوهای هواپیمابر اختصاصی خود ادغام و هماهنگ می‌گردند و یک «تیم ناو حمل‌کننده/واحد هواگرد» را تشکیل می‌دهد که با هم آموزش می‌ببیند و مستقر می‌شوند. در حال حاضر ۹ واحد هواگرد ناوی در نیروی دریایی ایالات متحده آمریکا وجود دارد. چهار واحد فرماندهی و کارکنان در پایگاه هوایی نیروی دریایی اوشینا، چهار تای دیگر در پایگاه هوایی نیروی دریایی لمور و یکی دیگر در پایگاه نیروی هوایی، دریایی ایواکونی مستقر هستند. اسکادران‌هایی که هر واحد هواگرد ناوی خدمت می‌کنند، در پایگاه‌های مختلفی در ایالات متحده آمریکا با فرماندهی تک‌گونهٔ مربوط به خود مستقر هستند، به استثنای آن دسته از اسکادران‌های اختصاص داده‌شده به واحد هواگرد ناوی مستقر در ژاپن که در پایگاه نیروی هوایی، دریایی ایواکونی (اسکادران‌های هواگرد ثابت‌بال) و پایگاه امکانات هوایی اتسوگی (هواگرد بالگردان) مستقر هستند.
علاوه بر اسکادران‌هایی که با پرسنل خود در پایگاه اوشینا و پایگاه لمور مستقر هستند، واحدهای هواگرد سرزمینی ایالات متحده، اسکادران‌هایی در پایگاه هوایی جزیره وهیدبی، پایگاه هوایی پوینت موگو، پایگاه هوایی جزیره شمالی، پایگاه نیروی هوایی، دریایی میرامار، پایگاه هوایی جکسنویل، پایگاه نیروی هوایی، دریایی بیوفورت، پایگاه نیروی هوایی، دریایی چری پوینت و «پایگاه دریایی نورفک» دارند. این واحدهای هواگرد ناوی گهگاه بر اساس برنامه‌های نگهداری و پشتیبانی ناوها، به ناوهای هواپیمابر مختلف تخصیص داده می‌شوند. یک واحد هواگرد ناوی روزآمد، در حدود ۱۵۰۰ پرسنل و ۷۴–۷۸ هواپیما دارد.